# Таргет-филд
Таргет-филд (англ. Target Field) — бейсбольный стадион, расположенный в Миннеаполисе (штат Миннесота, США). Является домашней площадкой клуба Главной лиги бейсбола «Миннесота Твинс». «Твинс» переехали в «Таргет-филд» перед началом сезона МЛБ 2010 года после 28 лет, проведённых в «Хьюберт Эйч. Хамфри Метродоме». Для «Твинс» этот стадион стал первым, построенным специально для них после переезда в Твин-Ситиз в 1961 году; «Метрополитан-стэдиум» был построен для «Миннеаполис Майлерс» за пять лет до переезда «Твинс» в Миннесоту, а «Метродом» строился как многофункциональный стадион, на котором могли бы проводить игры «Твинс», «Миннесота Вайкингс» и студенческая команда по американскому футболу «Миннесота Голден Гоферс». Сезон 2010 года для «Твинс» стал первым с 1936 года, когда клуб не делил свою домашнюю площадку с командой НФЛ. «Миннесота Твинс» получили разрешение на использование сооружения 22 декабря 2009 года и 4 января 2010 года работники команды заняли стадион.
Первая бейсбольная игра на стадионе, в которой принимали участие бейсбольные студенческие команды университета Миннесоты и Технологического университета Луизианы, прошла 27 марта 2010 года. До начала регулярного чемпионата «Твинс» сыграли здесь две предсезонные игры против «Сент-Луис Кардиналс» 2 и 3 апреля, а первая игра сезона 2010 года прошла 12 апреля 2010 года, в которой хозяева принимали «Бостон Ред Сокс».
В 2010 году ESPN The Magazine поставил «Таргет-филд» на первое место, среди бейсбольных стадионов Северной Америки .
В 2014 году «Таргет-филд» принимал матч всех звёзд МЛБ, таким образом эта игра стала третьей, проходившей в Твин-Ситиз.